# إليس روبنسون
إليس روبنسون (10 أغسطس 1911 في المملكة المتحدة - 10 نوفمبر 1998 في المملكة المتحدة) (بالإنجليزية: Ellis Robinson)‏ هو لاعب كريكت بريطاني (وحمل سابقاً جنسية المملكة المتحدة لبريطانيا العظمى وأيرلندا). لعب مع نادي مقاطعة يوركشاير للكريكت ‏ ونادي مقاطعة سومرست للكريكت ‏.